# Ruta Estatal de California 126
La Ruta Estatal de California 126, y abreviada SR 126 (en inglés: California State Route 126) es una carretera estatal estadounidense ubicada en el estado de California. La carretera inicia en el Oeste desde la SR 1  , US 101  en Ventura hacia el Este en la I 5  en Santa Clarita. La carretera tiene una longitud de 75,9 km (47.167 mi).

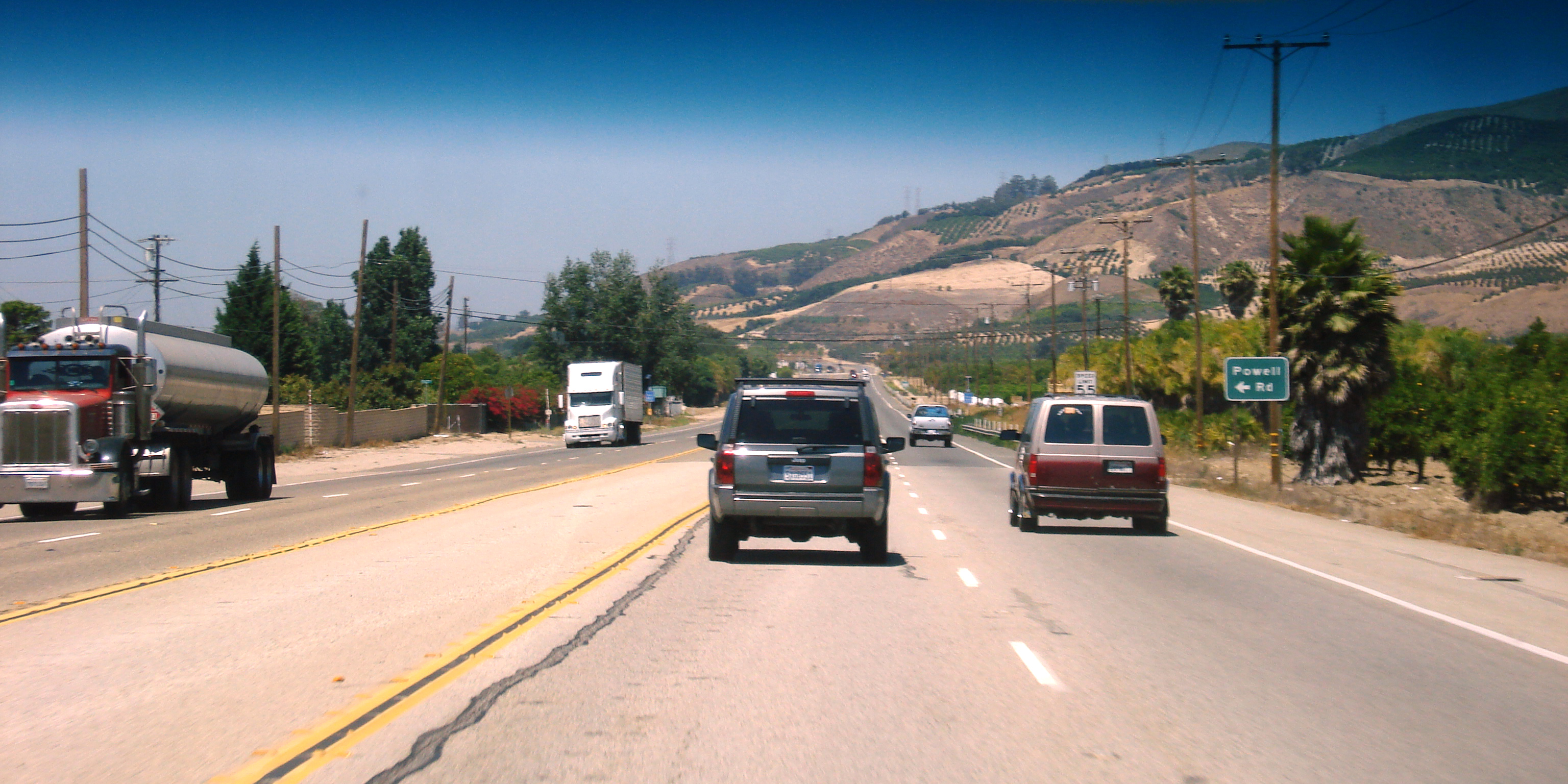
Ruta 126 cerca de Fillmore

## Mantenimiento
Al igual que las autopistas interestatales, y las rutas federales y el resto de carreteras estatales, la Ruta Estatal de California 126 es administrada y mantenida por el Departamento de Transporte de California por sus siglas en inglés Caltrans.

## Cruces
La Ruta Estatal de California 126 es atravesada principalmente por la  SR 150  en Santa Paula
 SR 23  en Fillmore.